# MTV Movie Awards 1995
MTV Movie Awards 1995 var 1995-udgaven af MTV Movie Awards sendt på MTV. Dette blev afholdt den 10. juni 1995 i Burbank, Californien og showets værter var Jon Lovitz og Courteney Cox. I anledningen af præsentationen af "Best Song From A Movie" spillede punk gruppen The Ramones et mix af de nominerede sange. Aftenens oprædner var Boyz II Men, Blues Traveler, TLC og The Ramones. Aftenens topscore i både antal nomineringer og antal vundne priser var filmen Speed med 5 vundne priser ud af i alt 9 nomineringer. Lige under kom En vampyrs bekendelser med 3 vundne priser ud af i alt 8 nomineringer, og så Pulp Fiction med 2 vundne priser ud af i alt 6 nomineringer.

## Vindere og nominerede

### Best Movie
Pulp Fiction
- The Crow
- Forrest Gump
- En vampyrs bekendelser
- Speed

### Best Male Performance
Brad Pitt – En vampyrs bekendelser
- Tom Hanks – Forrest Gump
- Brandon Lee – The Crow
- Keanu Reeves – Speed
- John Travolta – Pulp Fiction

### Best Female Performance
Sandra Bullock – Speed
- Jamie Lee Curtis – Livsfarlig løgn
- Jodie Foster – Nell
- Uma Thurman – Pulp Fiction
- Meg Ryan – When a Man Loves a Woman

### Most Desirable Male
Brad Pitt – En vampyrs bekendelser
- Tom Cruise – En vampyrs bekendelser
- Christian Slater – En vampyrs bekendelser
- Andy Garcia – When a Man Loves a Woman
- Keanu Reeves – Speed

### Most Desirable Female
Sandra Bullock – Speed
- Cameron Diaz – The Mask
- Demi Moore – Disclosure
- Halle Berry – the Flinstones
- Sharon Stone – The Specialist

### Best Breakthrough Performance
Kirsten Dunst – En vampyrs bekendelser
- Cameron Diaz – The Mask
- Hugh Grant – Fire bryllupper og en begravelse
- Mykelti Williamson – Forrest Gump
- Tim Allen – Tror du på julemanden?

### Best On-Screen Duo
Sandra Bullock & Keanu Reeves – Speed
- Jim Carrey & Jeff Daniels – Dum og dummere
- Tom Cruise & Brad Pitt – En vampyrs bekendelser
- Juliette Lewis & Woody Harrelson – Natural Born Killers
- Samuel L. Jackson & John Travolta – Pulp Fiction

### Best Villain
Dennis Hopper – Speed
- Tom Cruise – En vampyrs bekendelser
- Jeremy Irons – Løvernes Konge
- Tommy Lee Jones – Blown Away
- Demi Moore – Disclosure

### Best Comedic Performance
Jim Carrey – Dum og dummere
- Tim Allen – Tror du på julemanden?
- Tom Arnold – Livsfarlig løgn
- Jim Carrey – The Mask
- Adam Sandler – Billy Madison

### Best Song From A Movie
"Can You Feel the Love Tonight?" sunget af Elton John – Løvernes Konge
- "Big Empty" sunget af Stone Temple Pilots – The Crow
- "Girl, You'll be a Woman Soon" sunget af Urge Overkill – Pulp Fiction
- "I'll Remember" sunget af Madonna – With Honors
- "Regulate" sunget af Warren G – Above the Rim

### Best Kiss
Lauren Holly & Jim Carrey – Dum og dummere
- Julie Delpy & Ethan Hawke – Before Sunrise
- Juliette Lewis & Woody Harrelson – Natural Born Killers
- Sandra Bullock & Keanu Reeves – Speed
- Jamie Lee Curtis & Arnold Schwarzenegger – Livsfarlig løgn

### Best Action Sequence
Flugt fra bus/ Flyvemaskine eksplosion – Speed
- Flugt fra et eksploderende skib – Blown Away
- Baghold af CI Convoy – Dødens karteller
- Bro-eksplosion / redning af limosine – Livsfarlig løgn

### Best Dance Sequence
- John Travolta & Uma Thurman – Pulp Fiction

### Best New Filmmaker
- Steve James – instruktør af Hoop Dreams